# Бобров, Андрей Викторович
Андре́й Ви́кторович Бобро́в (род. 11 февраля 1972, Москва, СССР) — российский учёный в области экспериментальной петрологии, минералогии и геохимии. Доктор геолого-минералогических наук, профессор МГУ им. М.В. Ломоносова, заведующий лабораторией Глубинных Геосфер (с 2019 г.), заместитель декана геологического факультета по научной работе (2021). Профессор РАН (2022).

## Биография
Родился 11 февраля 1972 г. в Москве в семье учёных. Окончил с отличием школу с изучением ряда предметов на английском языке. Совмещал обучение в общеобразовательной школе с занятиями по плаванию в СДЮШОР ЦСКА. В 1988 году получил звание кандидата в мастера спорта по плаванию.
В 1989 году поступил на Геологический факультет МГУ на отделение геохимии. Первыми учителями, открывшими путь в геологии, были Галина Петровна Кудрявцева и Виктор Константинович Гаранин. В 1994 году окончил с отличием кафедру минералогии. В период обучения в университете прошёл стажировку в университете Висконсина под руководством профессора Гордона Медариса.
В 1994 году поступил в аспирантуру. 21 ноября 1997 года защитил кандидатскую диссертацию под руководством Маракушева А. А. и Кудрявцевой Г. П.
С 1 января 1998 года читает ряд курсов на кафедре петрологии и вулканологии, последовательно являясь — ассистентом, доцентом, а с 2011 года профессором.
В 2009 году защитил докторскую диссертацию по теме «Минеральные равновесия алмазообразующих карбонатно-силикатных систем».
Является автором курсов: «Петрография с кристаллооптикой», «Алмазоносные породы», а также соавтором учебной профильной практики по петрологии и Уральской петрографической практики.

## Научная карьера
Бобров А. В. является специалистом в области экспериментальной петрологии, геохимии и минералогии высоких и сверхвысоких давлений, известным исследователем глубинных мантийных процессов.
С 2001 года занимается экспериментальной тематикой, изучает вопросы происхождения алмаза и минеральных ассоциации мантии Земли.
Проходил стажировки в крупных научных центрах мира — университет Гауушуин[проверить перевод] (Лаборатория профессора Масаки Акаоги), Баварский Геоинститут (под руководством Леонида Дубровинского). С 2007 года сотрудничает с известным итальянским кристаллографом Люкой Бинди. С 2012 года с японским экспериментатором Тэцуо Ирифунэ. С этим периодом связан период расцвета научной карьеры А. В. Боброва.
Является автором (соавтором) более 170 научных работ, включая две монографии и более 60 статей в ведущих международных и отечественных рецензируемых журналах. Индекс Хирша — 13 (по данным Scopus, 2022).

##### Главные научные результаты А. В. Боброва
- разработка критериев алмазообразующей эффективности мантийных расплавов (Бобров и др. 2011, монография[2]]; Бобров, Литвин, Геология и Геофизика, 2009[3]),
- первый в мировой практике синтез натриевого мэйджорита и установление условий магматической кристаллизации натрийсодержащих мэйджоритовых гранатов (Bobrov et al., 2008, Contributions to Mineralogy and Petrology[4]),
- определение поведения редкоземельных элементов в системе пироп-натриевый мэйджорит (Bobrov et al., 2014, Lithos[5]), показано, что состав редкоземельных элементов типичных кимберлитов близок к равновесию с натрийсодержащими мэйджоритовыми гранатами, образующими включения в природных алмазах;
- экспериментально установлено влияние примесей хрома на смещение фазовых границ переходной зоны и нижней мантии Земли (Sirotkina, Bobrov et al., 2015, Contributions to Mineralogy and Petrology[6]; Sirotkina, Bobrov et al., 2018 — American Mineralogist[7]);
- при параметрах верхней мантии и переходной зоны Земли выявлены диапазоны условия и состава для ряда водосодержащих фаз — потенциальных концентраторов щелочей (фазы X и фазы B) (Bobrov, Litvin, 2011, Geochemistry International[8]; Bindi, Bobrov et al., 2015, Physics and Chemistry of Minerals[9]).
- показано, что рингвудит может содержать существенную примесь натрия, которая расширяет поле стабильности этой фазы в область нижней мантии Земли (Bindi, Tamarova, Bobrov, et al., 2016, American Mineralogist[10]);
- впервые в мировой практике синтезирован хромсодержащий рингвудит с обращенной структурой, имеющий ключевое значение в интерпретации происхождения высокобарных хромититов (Bindi et al., 2018, Scientific Reports[11]);
- использованием алмазных наковален с лазерным нагревом было впервые доказано существование железосодержащего бриджманита (со структурой перовскита) и обоснована его стабильность во всем диапазоне глубин нижней мантии Земли (Ismailova et al., 2016, Science Advances[12]).

В 2019 году является заведующим лабораторией «Глубинных геосфер», созданной совместно с деканом геологического факультета Пущаровским Дмитрием Юрьевичем. В работе лаборатории принимают участие сотрудники кафедр Петрологии и вулканологии, Кристаллографии и кристаллохимии, в частности профессор Еремин Н. Н..

##### Ученики
Развиваемая Андреем Викторович Бобровым тематика вызывает широкий интерес у студентов и аспирантов. Среди его учеников : Никифорова А. Ю., Дымщиц А. М., Исмаилова Л. С., Сироткина (Матросова) Е. А., Тамарова А. П., Искрина А. В., Бенделиани А. А. и др.

## Награды и премии
- 2012 Премия Фонда имени Академика В. И. Смирнова (Премия вручена за цикл работ в области минералогии мантии Земли)
- 2015 Медаль имени А. Е. Ферсмана «ЗА ЗАСЛУГИ В ГЕОЛОГИИ» (За заслуги в экспериментальной петрологии и минералогии высоких давлений)
- 2017 Почетная грамота — Министерство природных ресурсов и экологии Российской Федерации (За многолетний добросовестный труд, большой личный вклад в подготовку квалифицированных кадров для геологической отрасли и в связи с 80-летием со дня образования геологического факультета)
- 2022 Почётное учёное звание «Профессор РАН» (избран по Отделению наук о Земле)[13]